# 奧萊尼夫卡 (特諾皮爾州)
49°17′44″N 25°58′31″E / 49.29556°N 25.97528°E
奧萊尼夫卡（羅馬化：Olenivka）是烏克蘭的村落，位於該國西部捷爾諾波爾州，由喬爾特基夫區負責管轄，處於斯塔夫河畔，始建於1850年，面積0.42平方公里，2001年人口1,300。